# Anisopteromalus quinarius
Anisopteromalus quinarius ist ein Hautflügler in der Familie Pteromalidae. Die Art wurde 2014 von den Entomologen Vladimir E. und Hannes Baur im Rahmen einer Revision der Gattung Anisopteromalus basierend auf morphologischer und molekularbiologischer Studien beschrieben. Das aus dem Lateinischen stammende Art-Epitheton quinarius für „aus fünf“ bezieht sich auf die Anzahl der haploiden Chromosomensätze, welche bei dieser Art lediglich fünf ist.

## Merkmale
Die Hautflügler sind etwa 2–3 mm lang. In Baur et al. (2014) wurde die neue Art veröffentlicht. Im Folgenden eine verkürzte Form der Artbeschreibung und -diagnose. 
Für die Weibchen gilt: 
Kopf und Mesosoma sind olivgrün mit stellenweise leichten Bronzetönen, mit weißlichen unauffälligen Borsten (Setae). Die Genae (Wangenbereich) sind zusammengepresst, mit einem kleinen Kiel nahe dem Mundrand. Das Flagellum ist annähernd fadenförmig. Das erste Funikularglied ist subkonisch, basal etwa so breit wie das dritte Ringglied, mit 1–2 Reihen Längssensillen versehen. Das Scutellum ist bis auf Höhe des Vorderrands des Dorsellums (mittlere Partie des Postscutellums) vorspringend, in der Seitenansicht schwach gekrümmt. Auf der Flügelscheibe der Vorderflügel befinden sich dunkle Borsten (Setae). Das Speculum (Spiegel) ist kahl, unten offen, aber manchmal im proximalen Teil geschlossen. Die vordere Falte (Plica) des Propodeums besteht aus kleinen tiefen Gruben, die Costula ist undeutlich ausgeprägt. Der Hinterrand des ersten Gastertergits ist nach hinten gekrümmt, medial nicht hervortretend.
Für die Männchen gilt:
Bei A. quinarius ist das erste Funikularglied etwa so lang wie das zweite sowie immer viel länger als die kombinierte Länge von erstem und zweitem Ringglied (Anellus). Weiterhin ist das blasse Band in der proximalen Hälfte des  Gasters hellgelb. Im Gegensatz dazu gilt für A. calandrae: das erste Funikularglied ist immer kürzer als das zweite, nur bei kleinen Exemplaren etwa so lang wie die kombinierte Länge von erstem und zweitem Ringglied. Außerdem ist das blasse Band in der proximalen Hälfte des Gasters schmutzig gelb.

## Verbreitung
Anisopteromalus quinarius ist kosmopolitisch verbreitet.

## Lebensweise
Die Wirtspräferenz weicht etwas von der von  Anisopteromalus calandrae|A. calandrae ab. Es werden in erster Linie Nagekäfer (Ptinidae), darunter der Brotkäfer und der Tabakkäfer, parasitiert. Die Art kann jedoch auch aus Wirten der Rüsselkäfergattung Sitophilus gezüchtet werden.